# 查爾萬卡區

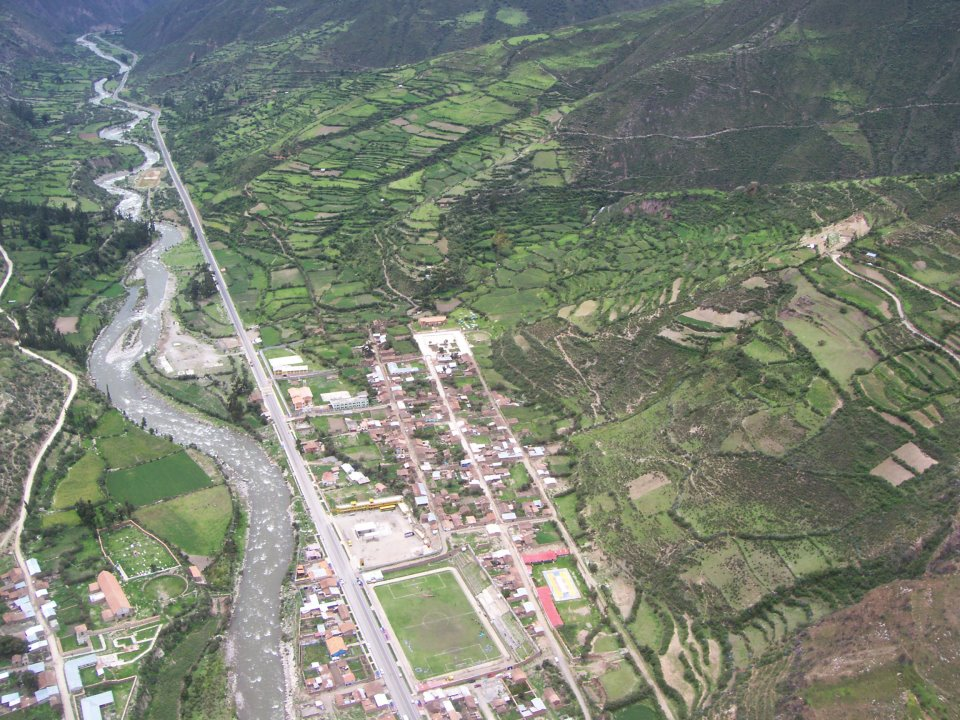

14°18′04″S 73°13′52″W / 14.30111°S 73.23111°W
查爾萬卡區（西班牙語：Distrito de Chalhuanca），是秘魯的一個區，位於該國南部阿普里馬克大區的艾馬賴斯省，面積322.3平方公里，海拔高度2,888米，2005年人口4,658，人口密度每平方公里14人。